# Żores Ałfiorow
Żores Iwanowicz Ałfiorow, ros. Жорес Иванович Алфёров (ur. 15 marca 1930 w Witebsku, zm. 1 marca 2019 w Sankt Petersburgu) – rosyjski fizyk, laureat Nagrody Nobla (2000).

## Życiorys
Jego ojciec był Białorusinem, a matka Żydówką. Studiował na wydziale elektroniki Instytutu Elektrotechnicznego im. Lenina w Leningradzie. Od 1953 wieloletni pracownik (od 1987 – dyrektor) Instytutu Fizyki i Techniki w Leningradzie (obecnie Petersburgu). W 1970 uzyskał stopnień doktora nauk w dziedzinie nauk technicznych i matematycznych. W 1991 został wiceprzewodniczącym Rosyjskiej Akademii Nauk (1972 członek korespondent, 1979 członek rzeczywisty). Był także przewodniczącym Naukowego Centrum Rosyjskiej Akademii Nauk w Petersburgu. Od 1988 był członkiem zagranicznym PAN, a od 1990 – członkiem National Academy of Sciences w Waszyngtonie. Od 1995 zasiadał w Dumie z ramienia partii komunistycznej.
Prowadził prace nad heterostrukturami półprzewodnikowymi (strukturami wielowarstwowymi otrzymywanymi metodą kontrolowanego wzrostu monokrystalicznych warstw różnych pod względem chemicznym półprzewodników i metali, nakładanych kolejno na siebie), użyciem heterostruktur do budowy laserów półprzewodnikowych stosowanych w łączach światłowodowych oraz odtwarzaczach płyt kompaktowych. 
Był autorem 4 książek, 400 artykułów naukowych i 50 wynalazków w dziedzinie technologii półprzewodników.
W roku 2000 otrzymał Nagrodę Nobla (wspólnie z Herbertem Kroemerem, niezależnie od Jacka Kilby'ego) za „rozwinięcie technologii heterostruktur półprzewodnikowych, wykorzystywanych w technice bardzo wielkiej częstotliwości i optoelektronice”. Był również laureatem licznych innych nagród, m.in. Nagrody Leninowskiej (1972), Nagrody Państwowej ZSRR (1984), Nagrody Rosyjskiej Akademii Nauk im. Joffego (1996), Nagrody Kioto (2001).
Wielokrotnie odznaczony, m.in.: Orderem „Za zasługi dla Ojczyzny” I, II, III i IV klasy, Orderem Lenina, Orderem Rewolucji Październikowej, Orderem Czerwonego Sztandaru Pracy i Orderem „Znak Honoru”.